# Guaibasaurus
Guaibasaurus ("Guaiba-ödla") var en liten, primitiv dinosaurie som gett namn åt familjen Guaibasauridae. Den upptäcktes i Brasilien och beskrevs år 1999. Djuret levde under sen trias och hade en längd på cirka 1,80 meter.